# Women’s Elite Ice Hockey League 2015/16
Die Saison 2015/16 der Women’s Elite Ice Hockey League war die erste Austragung als höchste britische und englische Fraueneishockeyliga. Die Ligadurchführung erfolgt durch die English Ice Hockey Association, den englischen Verband unter dem Dach des britischen Eishockeyverbandes Ice Hockey UK.
Die Liga entstand durch Schaffung einer neuen höchsten Spielklasse des Fraueneishockey in Großbritannien. Für sie qualifizierten sich die besten Mannschaften der bis 2015 erstklassigen Women’s Premier Ice Hockey League der Saison 2014/15.

## Elite League

### Modus
Zunächst spielten alle Mannschaften eine einfache Runde mit Hin- und Rückspiel. Die vier Besten erreichten das Halbfinale. In dieser Finalrunde wurde jeweils nur ein Spiel zwischen den Kontrahenten ausgetragen.

### Hauptrunde
| Platz | Mannschaft           | Spiele | S  | U | N  | PIM | Tore  | Punkte |
| ----- | -------------------- | ------ | -- | - | -- | --- | ----- | ------ |
| 1.    | Bracknell Queen Bees | 16     | 12 | 2 | 2  | 88  | 69:23 | 26     |
| 2.    | Sheffield Shadows    | 16     | 9  | 1 | 6  | 115 | 55:43 | 19     |
| 3.    | Kingston Diamonds    | 16     | 8  | 2 | 6  | 199 | 51:50 | 18     |
| 4.    | Solihull Vixens      | 16     | 5  | 3 | 8  | 68  | 27:36 | 13     |
| 5.    | Guildford Lightning  | 16     | 2  | 0 | 14 | 110 | 35:85 | 4      |

### Kreuztabelle
| BQB | SS   | KD  | SV  | GL  | Mannschaft           | BQB   | SS  | KD  | SV  | GL  |
| --- | ---- | --- | --- | --- | -------------------- | ----- | --- | --- | --- | --- |
| X   | 3:2  | 3:0 | 6:2 | 8:0 | Bracknell Queen Bees | X     | 1:3 | 3:1 | 5:1 | 8:3 |
| 4:2 | X    | 2:0 | 5:6 | 4:3 | Sheffield Shadows    | 2:4   | X   | 1:0 | 3:1 | 4:1 |
| 0:2 | 0:0  | X   | 3:2 | 4:2 | Kingston Diamonds    | 2:2   | 6:3 | X   | 1:5 | 0:1 |
| 2:7 | 6:4  | 3:0 | X   | 7:3 | Solihull Vixens      | 0:0 1 | 1:4 | 2:2 | X   | 5:3 |
| 0:7 | 2:12 | 2:4 | 2:5 | X   | Guildford Lightning  | 1:8   | 7:2 | 3:4 | 2:3 | X   |

### Play-offs
Am Finalturnier nahmen die vier bestplatzierten Mannschaften teil. Es spielte der Erste gegen den Vierten und der Zweite gegen den Dritten. Die Sieger trugen das Finale aus.

### Halbfinale
|  | Bracknell Queen Bees | 4:0 | Kingston Diamonds |  |

|  | Sheffield Shadows | 1:2 | Solihull Vixens |  |

### Finale
|  | Bracknell Queen Bees | 7:2 | Solihull Vixens |  |

## Premier League
Die Saison 2015/16 der Women’s Premier Ice Hockey League war die erste Austragung als nunmehr zweithöchste britische und englische Fraueneishockeyliga. Die Ligadurchführung erfolgt durch die English Ice Hockey Association, den englischen Verband unter dem Dach des britischen Eishockeyverbandes Ice Hockey UK.
Aus den fünf Bestplatzierten der Liga des Vorjahres wurde eine neue, höhere Liga Elite-Liga gebildet. Die Premier League wurde mit Mannschaften der dritten Spielklasse, der Division I, aufgefüllt.

### Modus
Nach einer Hauptrunde mit Hin- und Rückspielen im Modus Jeder-gegen-jeden wurden Playoffs im K.O.-Modus in einem Final-Four-Turnier unter den besten vier Mannschaften gespielt.

### Hauptrunde
| Platz | Mannschaft         | Spiele | S  | U | N  | PIM | Tore   | Punkte |
| ----- | ------------------ | ------ | -- | - | -- | --- | ------ | ------ |
| 1.    | Swindon Topcats    | 14     | 12 | 2 | 0  | 60  | 76:20  | 26     |
| 2.    | Widnes Ladies      | 14     | 8  | 3 | 3  | 104 | 36:26  | 19     |
| 3.    | Streatham Storm    | 14     | 6  | 4 | 4  | 102 | 40:31  | 16     |
| 4.    | MK Falcons         | 14     | 7  | 2 | 5  | 96  | 52:30  | 16     |
| 5.    | Slough Phantoms    | 14     | 7  | 0 | 7  | 119 | 79:72  | 14     |
| 6.    | Whitley Bay Squaws | 14     | 5  | 1 | 8  | 76  | 58:68  | 11     |
| 7.    | Nottingham Vipers  | 14     | 1  | 3 | 10 | 164 | 42:101 | 5      |
| 8.    | Chelmsford Cobras  | 14     | 2  | 1 | 11 | 58  | 35:86  | 5      |

### Play-offs
Am Finalturnier nahmen die vier bestplatzierten Mannschaften teil. Es spielte der Erste gegen den Vierten und der Zweite gegen den Dritten. Die Sieger trugen das Finale aus.

### Halbfinale
|  | Swindon Topcats | 2:0 | Milton Keynes Falcons |  |

|  | Widnes Ladies | 1:2 | Streatham Storm |  |

### Finale
|  | Swindon Topcats | 2:1 n. P. | Streatham Storm |  |

## Division I
Die Division I (der Women's National Ice Hockey League) ist seit der Saison 2015/16 nach der Elite League und der Premier League die dritte Stufe der englischen und britischen Fraueneishockeyliga. Nach Neuschaffung der Elite League aus Teilnehmern der Premier League, wurde letztere mit vorherigen Teilnehmern der Division I aufgefüllt, die sich dadurch stark reduzierte. Sie ist in eine Nord- und eine Südgruppe gegliedert.
| North | North                  | North  | North | North  | North    | North | North  |
| ----- | ---------------------- | ------ | ----- | ------ | -------- | ----- | ------ |
| Platz | Mannschaft             | Spiele | Siege | Unent. | Niederl. | Tore  | Punkte |
| 1.    | Billingham Lady Stars  | 12     | 10    | 1      | 1        | 62:20 | 21     |
| 2.    | Kingston Diamonds "B"  | 12     | 8     | 3      | 1        | 50:19 | 19     |
| 3.    | Telford Wrekin Raiders | 12     | 6     | 2      | 4        | 44:47 | 14     |
| 4.    | Coventry Phoenix       | 12     | 5     | 3      | 4        | 22:18 | 13     |
| 5.    | Sheffield Shadows "B"  | 12     | 4     | 0      | 8        | 33:51 | 8      |
| 6.    | Solway Sharks Ladies   | 12     | 3     | 1      | 8        | 21:41 | 7      |
| 7.    | Blackburn Thunder      | 12     | 0     | 2      | 10       | 14:50 | 2      |

| South | South                      | South  | South | South  | South    | South | South  |
| ----- | -------------------------- | ------ | ----- | ------ | -------- | ----- | ------ |
| Platz | Mannschaft                 | Spiele | Siege | Unent. | Niederl. | Tore  | Punkte |
| 1.    | Invicta Dynamics           | 12     | 12    | 0      | 0        | 73:7  | 24     |
| 2.    | Cardiff Comets             | 12     | 8     | 2      | 2        | 49:25 | 18     |
| 3.    | Bracknell Queen Bees "B"   | 12     | 8     | 1      | 3        | 54:26 | 17     |
| 4.    | Solent & Gosport           | 12     | 4     | 1      | 7        | 24:39 | 9      |
| 5.    | Basingstoke Bison Ladies   | 12     | 4     | 0      | 8        | 41:32 | 8      |
| 6.    | Peterborough Penguins      | 12     | 3     | 0      | 9        | 24:76 | 6      |
| 7.    | Oxford City Midnight Stars | 12     | 1     | 0      | 11       | 22:82 | 2      |

### Final Four
Im Finalturnier wurde zwischen den jeweils beiden Besten der beiden Gruppen über Kreuz um den Sieg in der Division 1  gespielt.
Halbfinale
|  | Billingham Lady Stars | 6:0 | Cardiff Comets |  |

|  | Invicta Dynamics | 2:5 | Kingston Diamonds "B" |  |

Finale
|  | Billingham Lady Stars | 1:3 | Kingston Diamonds "B" |  |